# Marion Huber
Marion Huber, född 26 september 1930, är en friidrottare från Chile. Han deltog vid olympiska sommarspelen 1948.